# Alfolí de la Sal de Gerri
El Reial Alfolí de Gerri o Casa de la Sal és un gran edifici de planta rectangular, on antigament s'emmagatzemava la sal produïda a les salines de Gerri, situat a la part alta de la vila, presidint la Plaça del Mercadal. Està declarat bé cultural d'interès nacional i s'ha adaptat com a museu per mostrar tot el procés de producció, transformació, emmagatzematge i comercialització de la sal.

## Descripció
La Casa de la Sal o Alfolí és una edificació de planta rectangular (26,46 x 24,85 m) que consta de planta baixa i tres pisos pel costat de la plaça i només de dos pisos per la banda oposada. La façana presenta una disposició simètrica: Al centre, a la planta baixa, s'obre el portal principal, a la llinda del qual es llegeix amb lletres mig esborrades "Real Almacén de Gerri". A costat i costat, hi ha dues portes més petites sobre les quals respectivament es troba un balcó. Per damunt d'aquests hi ha dos pisos més amb finestres petites i al darrer pis ocupen la façana quatre grans balcons allindats. Els diferents pisos estan estructurats amb quatre naus perpendiculars a la façana. Pel costat NE té un petit edifici annex, conegut com a Toldo, que era el lloc de venda de la sal. L'obra es de carreus regulars més aviat petits. Recentment, l'ajuntament de Baix Pallars hi ha dut a terme obres de remodelació.

## Els salins
Els salins eren situades al marge dret de la Noguera Pallaresa, entre el riu i el nucli de Gerri i també n'hi havia a la riba esquerra.
L'aigua salada, procedent de la Font Salada al Raval del Roser, era elevada amb una sínia que el 1921 fou substituïda per una bomba, i conduïda per una xarxa de canals o reguers fins als salins (els reguers eren fets amb troncs de pi buidats). Uns murs de contenció defensaven les salines de les riuades. Cada unitat d'explotació era formada per una bassa o toll (on es dipositava l'aigua salada durant un any), unes quantes arcabotes (superfícies planes on l'aigua es començava a evaporar), el mateix nombre d'eres (on tenia lloc l'evaporació definitiva de l'aigua i la cristal·lització de la sal) i una caseta on es recollia la sal per evitar-ne la dissolució si plovia, fins que concloïa la temporada de la collita.
Els tolls són de planta irregular i estan formats per murs de pedres de forma diversa que a l'interior són revestits de diferents capes d'argila que permet la contenció de l'aigua. Les arcabotes i les eres es diferencien per la seva funcionalitat i no morfològicament. Són superfícies planes formades per un empedrat -les pedres són anomenades llevers- i emmarcades per taulons de fusta col·locats verticalment units entre si per argila. Les casetes són fetes de pedra amb el sostre de teules normalment a una vessant. Al final de la temporada la sal es traslladava al magatzem situat al poble.
Finalitzada explotació de la sal, actualment les instal·lacions permeten les visites per seguir-ne el procés.

## Història
La riquesa del Reial Monestir de Santa Maria de Gerri i de la vila que va anar creixent al seu redòs fou sempre l'explotació de la font salada per mitjà de les anomenades eres. Per aquest motiu la història de la sal ha estat lligada a la del monestir que va posseir les salines fins a l'exclaustració de l'any 1835, si bé ja des del segle xviii, el monestir lluny de les vies de comunicació havia perdut molta de la seva antiga importància. Posteriorment la propietat de les salines passà a ser col·lectiva, sota la direcció d'una Junta de Propietaris, que encara subsisteix, que dirigeix l'explotació fent complir els Estatuts i s'encarrega de la comercialització. En aquests últims anys, malauradament l'explotació de les salines ha experimentat un notable descens, trobant-se la major part de les eres i del sistema de canals que porten l'aigua a cadascuna d'elles en un estat d'abandó, en el que també es troba la Casa de la Sal.
L'explotació de la sal a la zona de Gerri sembla que començà a l'alta edat mitjana. Hi havia dues salines: les de Gerri, que es nodrien d'una font salada que naixia al N de la vila, i les de Morreres, més al S sota la vila de Pujol. Les Salines de Gerri, situades per tot el pla format a la dreta del riu, enfront del monestir, i un petit sector a l'altra banda del riu, eren de fàcil explotació; les de Morreres, en un indret pendent, resultaven d'extracció més laboriosa.
El règim de tinença i d'explotació era diferent en cada cas. A Gerri el domini directe de les salines era dels abats del monestir de Gerri i l'explotació, dels habitants de la vila. A Morreres el domini era dels comtes de Pallars i els abats rebien els delmes; l'explotació era dels habitants de diversos pobles de la contrada. A partir del 1716, el rei Felip V adjudicà la sal de Gerri al reial patrimoni i concedí un tant fix per càrrega de sal als fabricants. Segurament foren les condicions més favorables de les Salines de Gerri -tant econòmiques com de situació- les que facilitaren el declivi de les salines de Morreres, que foren abandonades cap al 1760. Contràriament, l'explotació de les Salines de Gerri continuà fins a temps recents.
L'aigua salada s'emmagatzemava durant tot l'any i del 15 de juny al 15 de setembre es feia l'evaporació. La sal que s'obtenia per aquest sistema es dipositava inicialment a l'anomenada Casa o Alfolí de la Sal. Amb la desamortització del segle xix es destinà a caserna militar. Posteriorment s'anà deteriorant. Aquests últims anys ha passat a propietat municipal.
L'explotació estava condicionada per la climatologia. Els estius secs la producció era bona. Els estius plujosos es mantenien les instal·lacions i la producció minvava.
L'aiguat del 1982 va destruir la major part de les antigues salines situades al pla del riu Noguera Pallaresa.
Darrerament, un sector de les Salines de Gerri -sota la font salada- s'ha tornat a posar en funcionament seguint els mateixos mètodes tradicionals.